# Banda de Castilla

Banda de Castilla

La banda de Castilla fue un emblema o divisa real utilizada por diferentes monarcas de la corona de Castilla. Fue creada en 1332 por Alfonso XI «el Justiciero», aunque su origen probablemente se remontaría a uno de los símbolos primitivos de los condes de Castilla, que había consistido en una banda dorada sobre gules. Era conocido también el uso de los lobos dragantes entre el manípulo o bastón de mando entre las legiones romanas que llegaron a Hispania con Escipión.
A lo largo de la historia fue utilizada como divisa personal por diferentes monarcas castellanos, y por todos los monarcas que tuvo Castilla hasta Carlos I como pendón de la Divisa del rey. Además, fue uno de los elementos heráldicos que se incluyeron en 1940 para la creación del estandarte, el guion y el escudo personal utilizados por Francisco Franco como Jefe del Estado hasta su muerte.
Fue plasmada en estandartes, guiones, monedas, escudos y todo tipo de objetos.

## Pendón de la Banda
La divisa fue utilizada en el guion de los monarcas de la corona de Castilla, un estandarte personal de uso castrense, distintivo que indicaba a las tropas la presencia del monarca y les permitía tener identificada su posición en las batallas. Esta enseña, que se unió en la simbología del rey de Castilla al pendón heráldico con las armas castellanas y leonesas, fue creada en 1332 por el rey Alfonso XI, aunque su origen probablemente se remontaría a uno de los símbolos primitivos de los condes de Castilla, que había consistido en una banda dorada sobre gules (color rojo). Era conocido también el uso de los lobos dragantes entre el manípulo o bastón de mando entre las legiones romanas que con Escipión llegaron a Hispania.
Junto al guion, Alfonso XI fundó la Orden Real de la Banda de Castilla para recompensar los mejores servicios prestados al soberano.
La banda de Castilla fue empleada como pendón de la Divisa del rey por todos los monarcas que tuvo Castilla hasta Carlos I. Consistió, desde el reinado de Enrique IV, en una bandera de color rojizo, probablemente púrpura escarlata, con una banda dorada engolada de cabezas de dragantes del mismo color.
Los dragantes son la representación heráldica de dragones, serpientes o leones.
Con anterioridad al reinado de Enrique IV, los colores no estuvieron fijados y se han conservado representaciones de la Banda de Castilla del reinado de Pedro I con dragantes de color blanco y la banda negra.
|                                                     |                                                     |                                |
| Versión utilizada por los Reyes Católicos (anverso) | Versión utilizada por los Reyes Católicos (reverso) | Versión utilizada por Carlos I |

## Reyes Católicos
La Banda de Castilla empleada durante el reinado de los Reyes Católicos estuvo adornada con dos yugos y dos haces de flechas, los primeros en el anverso, los segundos en el reverso, junto la divisa que utilizó el rey Católico como lema: ”Tanto Monta...”.

## Carlos I
Durante el reinado de Carlos I, la Banda de Castilla fue de color rojizo, representando el color púrpura, con los dragantes y la propia barra de oro (dorados) y adornada con las Columnas de Hércules que fueron empleadas por la heráldica del rey-emperador.

## Francisco Franco
| Estandarte y guion de Francisco Franco (1940-1975) |                                         |
|                                                    |                                         |
| Estandarte                                         | Guion (bandera personal de uso militar) |

En 1940 se crearon el estandarte y el guion que fueron empleados hasta su muerte por el general Francisco Franco como jefe de Estado. Se recuperó de esta forma, hasta el mes de noviembre de 1975, la Banda de Castilla. La propia banda y los dos dragantes estuvieron acompañados, como en el caso de Carlos I, por las Columnas de Hércules con fuste de plata, base y capitel corintio de oro o dorados, y ambas coronadas con una corona imperial (la columna más cercana al lado del mástil) y una real antigua, abierta (la más alejada). La columna del lado más cercano al mástil aparecía colocada en el borde inferior, mientras que la otra lo estaba en el borde superior.
El estandarte, la bandera que fue izada en residencias oficiales, acuartelamientos y naves de la Armada, consistió en una enseña cuadrada con los elementos mencionados.
El guion, la señal de posición, de uso castrense, fue muy semejante al estandarte pero poseía, en el lado opuesto al mástil, tres farpas redondas salientes y dos entrantes intermedias. Estuvo rodeado por flecos de oro y acompañado de la corbata de la Medalla Militar.
La banda de Castilla y las columnas de Hércules también formaron parte del escudo personal que empleó Franco como jefe de Estado. En este escudo figuraron asimismo la Cruz Laureada de San Fernando y una corona abierta, sin diademas, denominada corona militar de caudillaje.

## Galería

Escudo de Arbácegui y Guerricaiz
Escudo de Murélaga
Escudo de Gautéguiz de Arteaga
Escudo de Moeche
Escudo de San Andrés y Sauces
Escudo de Villamanrique de Tajo
Escudo de Lalín
Escudo de Torrelodones